# Czesław Siekierski

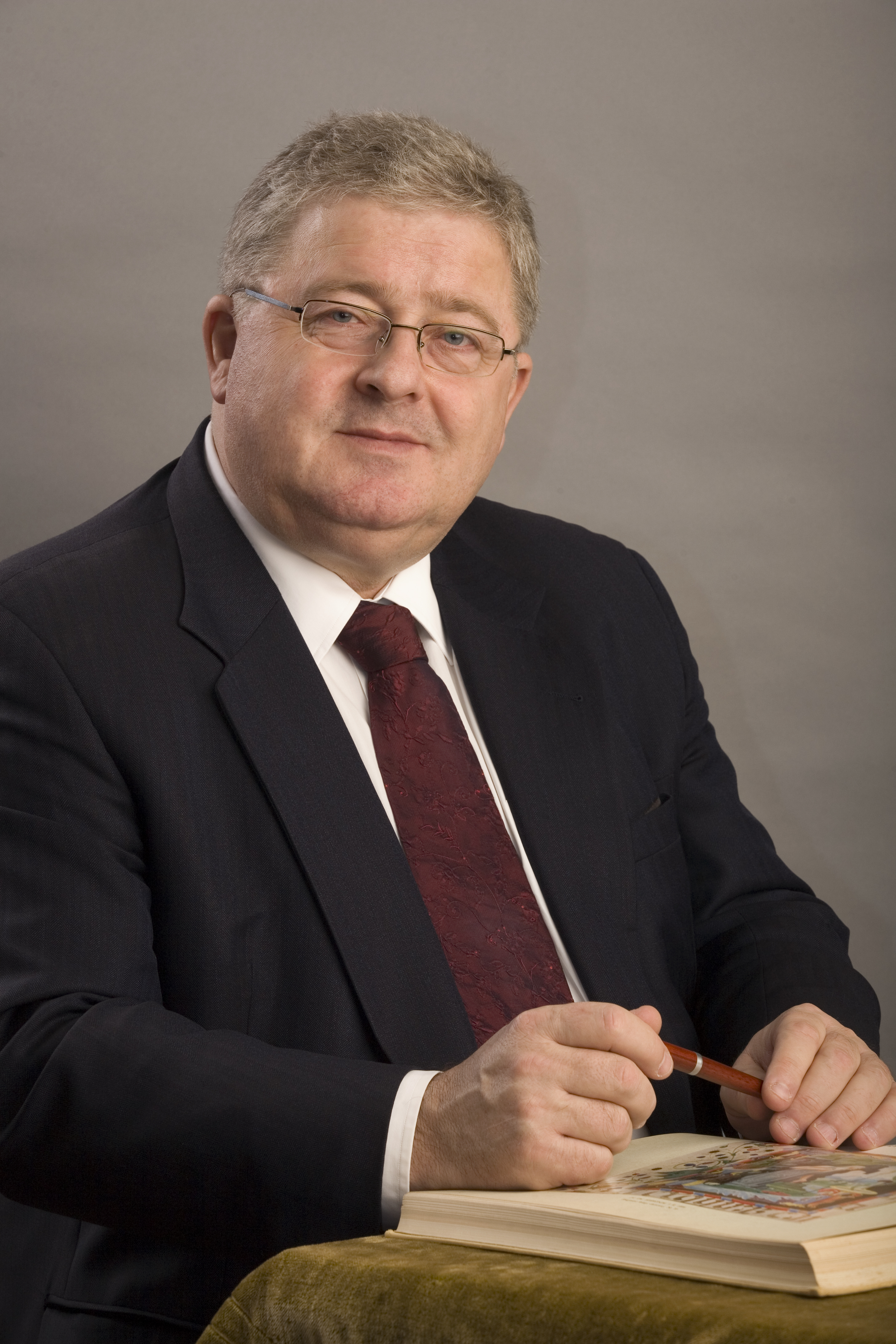
Czesław Adam Siekierski (2009)

Czesław Adam Siekierski (* 8. Oktober 1952 in Stopnica) ist ein polnischer Politiker der Polskie Stronnictwo Ludowe und seit dem 13. Dezember 2023 im Kabinett Tusk III Landwirtschaftsminister der Republik Polen.
Siekierski, studierter Diplom-Ingenieur und Doktor der Agrarökonomie, war nach dem ersten Studium als Dozent an der landwirtschaftlichen Hochschule Warschau tätig. Von 1971 bis 1977 war er Aktivist der Studentenbewegung und der Landjugend, danach schloss er sich mehreren Gesellschaften an. Anfang der achtziger Jahre leitete er die Abteilung für Organisation im Führungskomitee der Zjednoczone Stronnictwo Ludowe. Später war er Direktor der Stiftung für Hilfsprogramme in der Landwirtschaft. 1999 wurde er bei der PSL Vorstands-Geschäftsführer und Vorstandsmitglied.
Siekierski saß von 1986 bis 1990 im Rat des Warschauer Stadtbezirks Mokotów. Von 1997 bis 2004 war er Mitglied der Sejm, von 2001 bis 2003 Staatssekretär im Ministerium für Landwirtschaft und ländliche Entwicklung. 2003 wurde er zum Beobachter im Europäischen Parlament benannt, seit dem Beitritt Polens zur EU 2004 ist er vollwertiges Mitglied des Parlaments.